# 海豚體育場 (布里斯本)
海豚體育場（Dolphin Stadium）是一座位於澳洲昆士蘭州基帕靈（Kippa-Ring）摩頓灣區的多功能體育場，體育場以其主要租戶球隊之一的紅崖海豚隊（Redcliffe Dolphins）而聞名，他們是昆士蘭盃（Queensland Cup）橄欖球聯賽的一支球隊。除了紅崖海豚隊之外，海豚體育場還是昆士蘭地區的其他重要球隊的主場，包括A聯賽的布里斯本獅吼和國家橄欖球聯賽的海豚隊。
這座體育場經常舉辦各種重要比賽和賽事，包括NRL的季前試驗賽和常規賽。此外，它也是昆士蘭盃（Queensland Cup）橄欖球聯賽的重要場地，多次舉辦該聯賽的總決賽。
海豚體育場在過去曾被稱為摩頓日報體育場（Moreton Daily Stadium），但後來更名為Kayo體育場（Kayo Stadium）。

## 歷史
2019年6月，澳洲職業足球聯賽布里斯本獅吼宣布將把2019-20賽季的三場主場比賽移至該場地。該俱樂部的女子隊也在本體育場進行了備受矚目的主場比賽。

## 外部連結
- 海豚體育場 (布里斯本) at Austadiums
- Dolphin Oval at Rleague.com